# Parapolia aurantiaca
Parapolia aurantiaca är en djurart som tillhör fylumet slemmaskar, och som beskrevs av Ernest F. Coe 1895. Parapolia aurantiaca ingår i släktet Parapolia och familjen Cerebratulidae. Inga underarter finns listade i Catalogue of Life.